# 민투위 강도 사건
민투위 사건은 1977년 12월부터 1979년 4월까지 대한민국 서울 강남, 서초에서 벌어진 강도 사건이다. 민청학련과 남민전의 전위조직인 민투위 조직원들이 서울 강남구와 서초구의 부유층, 재벌 회장 들의 집을 강도, 절도하던 중 1979년 4월 동아건설 회장 최원석의 집의 재물과 돈을 강탈하다가 최종 발각됐던 사건이다.
이 사건은 남민전의 활동 자금을 조달하기 위해 조직원들이 벌인 사건이었다. 조사하는 과정에서 민투위의 관련 조직인 남민전까지 수사한 끝에, 예비군 훈련장에서 밀반출한 총기, 사제 폭탄, 김일성에게 보내는 충성편지 등이 발견되었다. 이에 사건이 확대되면서 관련된 야당 인사, 학생운동가, 사회주의 운동가들이 줄줄이 체포되었다.(남민전 사건)
이 사건은 고문기술자로 유명한 경찰 이근안이 수사실무를 담당하였다. 단순 강도 사건이냐 아니냐를 놓고 사회적으로 논란거리가 되었다. 대부분 이들을 단순한 범죄자로 보았으나, 운동권 등 일각에선 일제시대 독립운동가들의 부자들에 대한 강도, 절도 활동을 거론하여 단순한 범죄행위로 봐서는 안된다고 주장하였다.
2006년 3월, 노무현 정권이 남민전 사건 관련자 29명을 민주화운동관련자로 인정할 때 함께 민주화 운동 관련자로 인정되었다. 운동권 인사가 주도한 민주화운동보상심의위원회가 강도, 상해 행외도 "유신체제에 항거하기 위한 민주화운동의 일환"이라고 규정한 것이다.

## 연관 항목
- 제4공화국
- 남민전
- 남민전 사건
- 민청학련 사건
- 이근안
- 안재구
- 임헌영
- 김남주
- 최원석
- 이학영
- 민주화운동기념사업회
- 민주화 운동